# العلاقات الزيمبابوية النيبالية
العلاقات الزيمبابوية النيبالية هي العلاقات الثنائية التي تجمع بين زيمبابوي ونيبال.

## مقارنة بين البلدين
هذه مقارنة عامة ومرجعية للدولتين:
| وجه المقارنة                                              | زيمبابوي | نيبال                               |
| --------------------------------------------------------- | --- | ----------------------------------- |
| المساحة (كم2)                                             | 390.76 ألف | 147.18 ألف                          |
| عدد السكان (نسمة)                                         | 16.53 مليون | 29.40 مليون                         |
| الكثافة السكانية (ن./كم²)                                 | 42.3 | 199.76                              |
| العاصمة                                                   | هراري | كاتماندو                            |
| اللغة الرسمية                                             | لغة إنجليزية، اللغة الشونا، النديبيلية الشمالية ‏، لغة الشيشيوا، Barwe ‏، Kalanga language ‏، Tshwa language ‏، النداو ‏، اللغة التسونجا، لغة الإشارة الزيمبابوية ‏، اللغة السوتية، تونغا ‏، اللغة التسوانية، اللغة الفيندية، اللغة الكوسية | اللغة النيبالية                     |
| العملة                                                    | دولار أمريكي | روبية نيبالية                       |
| الناتج المحلي الإجمالي (بليون دولار)                      | 17.85 مليار | 24.47 مليار                         |
| الناتج المحلي الإجمالي (تعادل القوة الشرائية) بليون دولار | 27.88 مليار | 70.20 مليار                         |
| الناتج المحلي الإجمالي الاسمي للفرد دولار أمريكي          | 924 | 743                                 |
| الناتج المحلي الإجمالي للفرد دولار أمريكي                 | 1.79 ألف | 2.37 ألف                            |
| مؤشر التنمية البشرية                                      | 0.509 | 0.548                               |
| رمز المكالمات الدولي                                      | +263 | +977                                |
| رمز الإنترنت                                              | .zw | .np                                 |
| المنطقة الزمنية                                           | ت ع م+02:00 | ت ع م+05:45، التوقيت الموحد لنيبال ‏ |

## منظمات دولية مشتركة
يشترك البلدان في عضوية مجموعة من المنظمات الدولية، منها:
| علم المنظمة | اسم المنظمة                                                | تاريخ انضمام زيمبابوي | تاريخ انضمام نيبال |
| ----------- | ---------------------------------------------------------- | --------------------- | ------------------ |
|             | مؤسسة التنمية الدولية                                      | 29 سبتمبر 1980        | 6 مارس 1963        |
|             | يونسكو                                                     | 22 سبتمبر 1980        | 1 مايو 1953        |
|             | مؤسسة التمويل الدولية                                      | 29 سبتمبر 1980        | 7 يناير 1966       |
|             | منظمة حظر الأسلحة الكيميائية                               | ?                     | ?                  |
|             | الأمم المتحدة                                              | 25 أغسطس 1980         | 14 ديسمبر 1955     |
|             | منظمة الشرطة الجنائية الدولية                              | ?                     | ?                  |
|             | البنك الدولي للإنشاء والتعمير                              | 29 سبتمبر 1980        | 6 سبتمبر 1961      |
|             | الاتحاد البريدي العالمي                                    | ?                     | ?                  |
|             | المركز الدولي لتسوية المنازعات الاستشارية                  | 19 يونيو 1994         | 6 فبراير 1969      |
|             | وكالة ضمان الاستثمار متعدد الأطراف                         | 10 أبريل 1992         | 9 فبراير 1994      |
|             | العملية المشتركة للاتحاد الأفريقي والأمم المتحدة في دارفور | ?                     | ?                  |
|             | منظمة التجارة العالمية                                     | ?                     | ?                  |
|             | الفريق المعني برصد الأرض                                   | ?                     | ?                  |

## وصلات خارجية
- موقع وزارة الخارجية الزيمبابوية
- موقع وزارة الخارجية النيبالية